# Marquisat d'Arias Navarro

Armoiries du premier marquis d'Arias Navarro.

Le marquisat d'Arias Navarro est un titre nobiliaire espagnol créé par le roi Juan Carlos Ier le 2 juillet 1976, en faveur de Carlos Arias Navarro (1908-1989). Le titre a été créé avec grandesse d'Espagne, dans le même acte de constitution.
Transmis à son neveu, le titre est abrogé en vertu de la loi sur la mémoire démocratique entrée en vigueur le 21 octobre 2022.
Le premier marquis est licencié en droit, notaire et procureur. Il a été gouverneur civil de León, Tenerife (1952-1954) et Navarre (1954-1957), maire de Madrid (1965-1973), ministre de l'Intérieur (1973), président du gouvernement (1973-1976), le premier du règne de Juan Carlos Ier. Il est également grand-croix de l'ordre de Charles III d'Espagne, de l'ordre du Mérite militaire et de l'ordre d'Alphonse X le Sage,.

## Marquis d'Arias Navarro
|                                         | Titulaire                               | Période                                 |
| Créé en 1976 par le roi Juan Carlos Ier | Créé en 1976 par le roi Juan Carlos Ier | Créé en 1976 par le roi Juan Carlos Ier |
| --------------------------------------- | --------------------------------------- | --------------------------------------- |
| I                                       | Carlos Arias Navarro                    | 1976-1989                               |
| II                                      | Miguel Ángel Arias-Navarro y Villegas   | 1991-2022                               |

## Histoire des marquis d'Arias Navarro
- Carlos Arias Navarro (1908-1989), 1er marquis d'Arias Navarro. Licencié en droit, notaire et procureur, il a été gouverneur civil de León, Tenerife (1952-1954) et Navarre (1954-1957), maire de Madrid (1965-1973), ministre de l'Intérieur (1973), président du gouvernement (1973-1976), le premier du règne de Juan Carlos Ier. Il est également grand-croix de l'ordre de Charles III d'Espagne, de l'ordre du Mérite militaire et de l'ordre d'Alphonse X le Sage[5],[1].

1. Marié avec María Luz del Valle Menéndez.

Lui succède, par lettre royale de succession en date du 15 mars 1991, son neveu :
- Miguel Ángel Arias-Navarro y Villegas, 2e marquis d'Arias Navarro.

1. Marié avec María de la Natividad Regidor y Bonillo.

Son titre lui est retiré le 21 octobre 2022 avec l'entrée en vigueur de la loi sur la mémoire démocratique.